# Drinjača (rivière)
Pour les articles homonymes, voir Drinjača.
La Drinjača est une rivière de Bosnie-Herzégovine. Elle est un affluent gauche de la Drina, donc un sous-affluent du Danube par la Save. Elle fait partie du bassin versant de la mer Noire.

## Géographie
De 77 km de longueur, la Drinjača se jette dans la Drina à la hauteur du village de Drinjača dans le lac de Zvornik, dans la municipalité de Zvornik.
Son bassin versant est de 1 875 km2.